# 特雷斯雷斯山

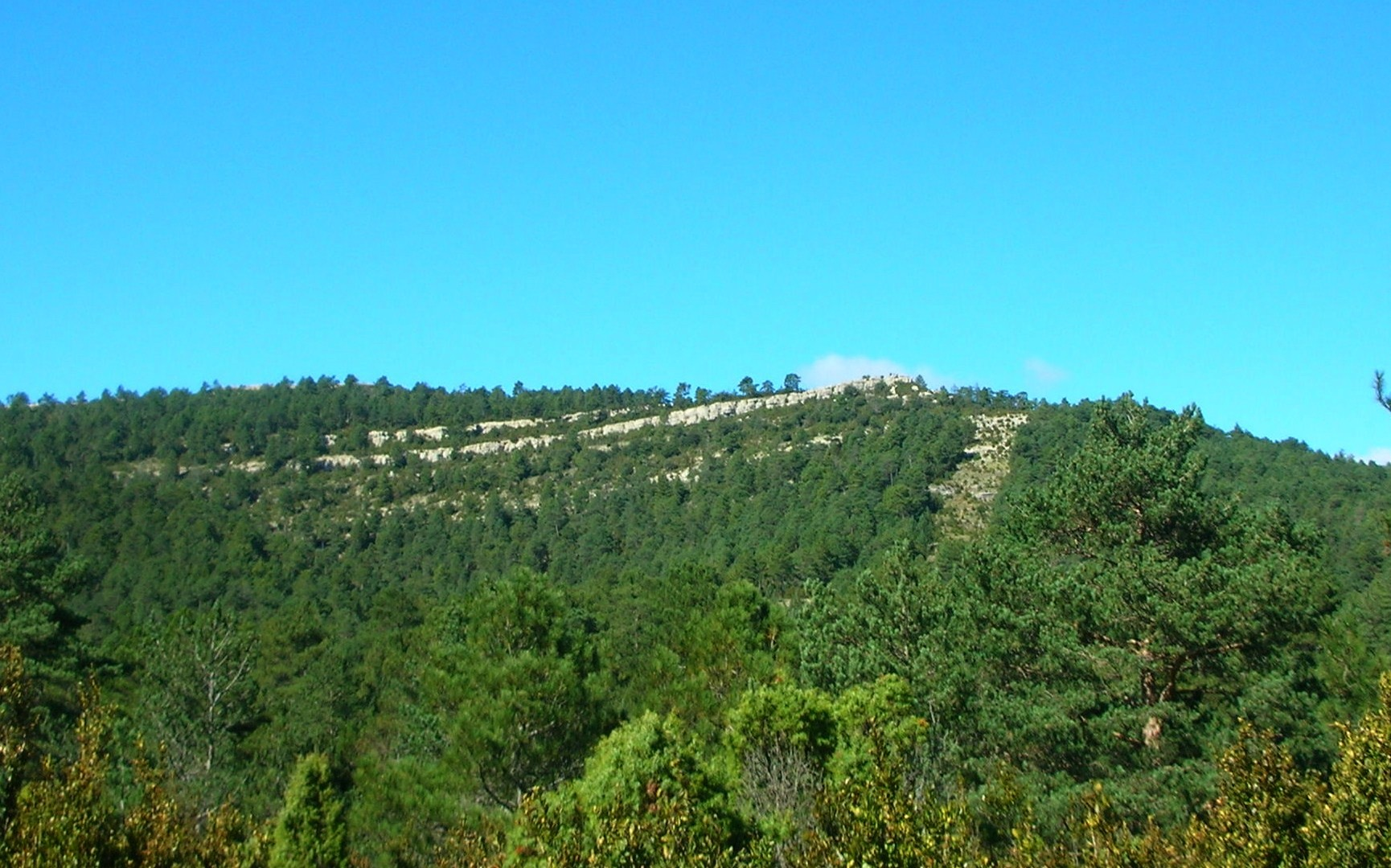

40°48′28″N 0°19′7″E / 40.80778°N 0.31861°E
特雷斯雷斯山，是西班牙的山峰，位於該國東北部加泰羅尼亞，屬於波特斯德托爾托薩貝塞特山的一部分，海拔高度1,350米，山體由石灰岩組成。